# Coryphantha glanduligera
Coryphantha glanduligera, conocido comúnmente como biznaga amarilla, biznaga partida de Berger o biznaga partida llorona, es una especie de planta suculenta perteneciente al género Coryphantha, dentro de la familia Cactaceae. Es endémica del noreste de México (concretamente en los estados mexicanos de Nuevo León, San Luis Potosí y Tamaulipas).

## Descripción
Coryphantha glanduligera es una especie de cactus que crece de forma solitaria. La forma de los tallos va de maza invertida o de huevo (cuando son jóvenes) a columnar corto. Tienen la epidermis de color verde oscuro opaco a verde azulado oscuro y miden hasta 12 cm de alto y 6 cm de diámetro. Su ápice está algo deprimido y tienen una raíz pivotante gruesa unida al tallo mediante un cuello estrecho.
Los tallos están cubiertos de tubérculos cónicos dispuestos libremente en series de 8 a 13, están espaciados de forma holgada y miden hasta 1,4 cm de largo. Las axilas y los surcos poseen lana blanca y tienen de 1 a 2 glándulas de néctar prominentes de color rojo.

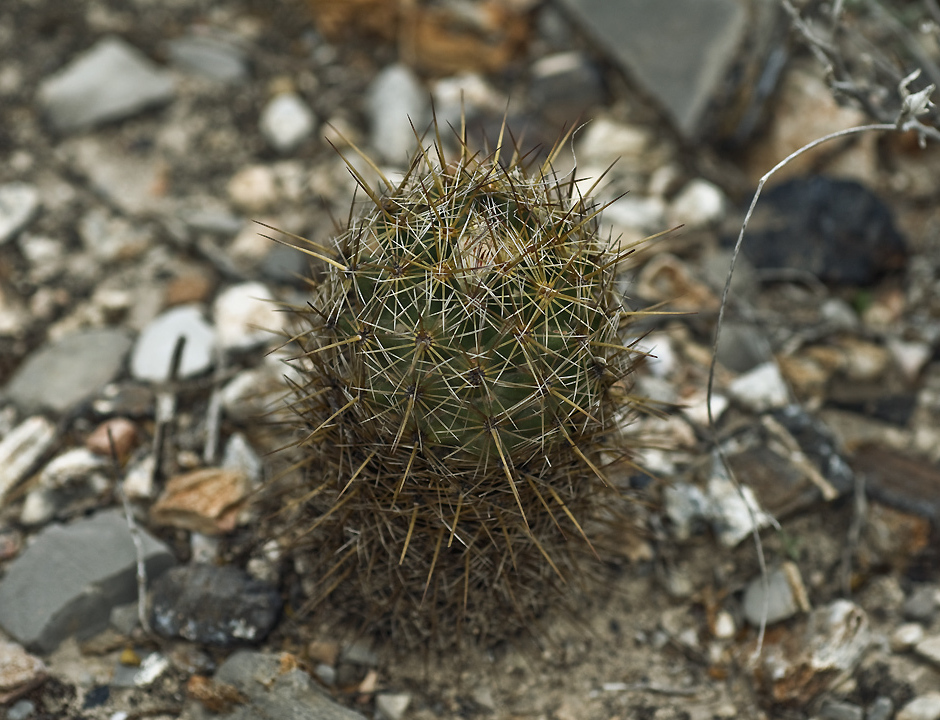
Porte de la planta

En la punta de los tubérculos se asientan areolas ovaladas de 3 mm de largo y 2 mm de ancho, que aunque al principio son ligeramente lanosas, con el tiempo se vuelven desnudas. Presentan hasta 4 espinas centrales (rara vez 3) de color blanquecino o gris con la punta rojiza. Tienen forma de punzón, donde la inferior está curvada hacia adentro y mide 1 a 2 cm de largo, y las superiores están extendidas y miden hasta 1,2 cm de largo. También tienen de 15 a 20 espinas radiales de 0,9 a 1,7 cm de largo, aciculares y ligeramente curvadas hacia el cuerpo. Son rígidas, de color gris a blanco y donde las 6 u 8 superiores aparecen agrupadas en dos capas, a menudo de color más claro con la punta oscura.

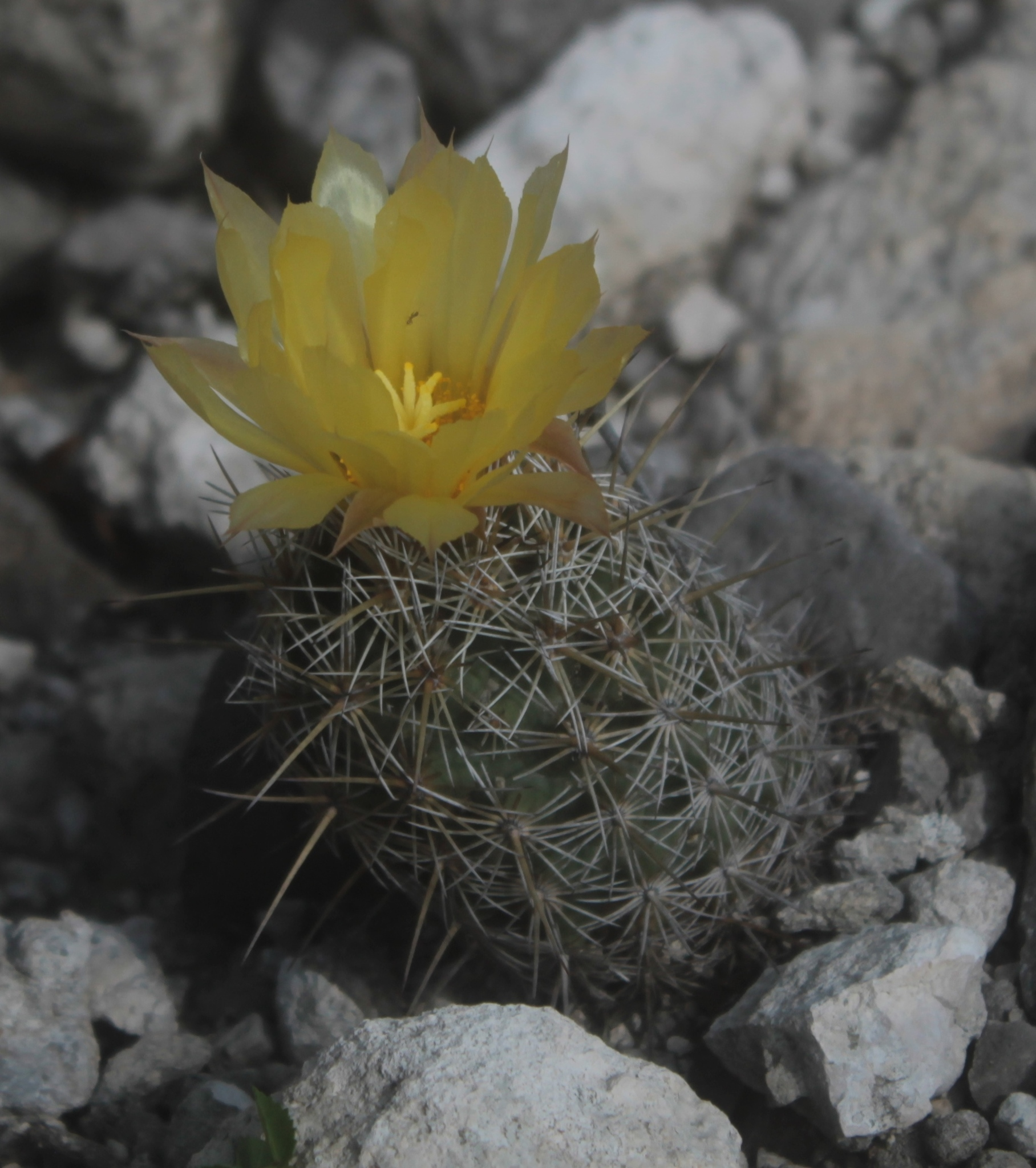
Planta en flor

Las flores son de color amarillo, nacen cerca del ápice y tienen forma de embudo. Emiten una fragancia dulce, miden hasta 4 cm de largo y 7 cm de diámetro. Tienen lo filamentos de color blanco amarillento y las anteras de color amarillo oscuro. El estilo es de color amarillo claro y los 7-12 lóbulos del estigma son de color amarillo blanquecino. 
Los frutos son grandes, miden aproximadamente 2 cm de largo y 0,8 cm de ancho. Son jugosos y de color verde. En su interior contienen semillas arriñonadas de 1,3 mm de largo y 0,7 mm de ancho. Son brillantes, reticuladas y de color marrón oscuro.

## Distribución y hábitat
El área de distribución nativa de esta especie es el noreste de México (concretamente de los estados mexicanos de Nuevo León, San Luis Potosí y Tamaulipas) y crece principalmente en biomas desérticos o de matorral seco.
Vive en laderas de colinas calcáreas, entre los 1500 y 1900 metros sobre el nivel del mar. Además, a veces crecen protegidos por otros arbustos como agaves y opuntias.

## Taxonomía
La primera descripción de esta especie fue como Mammillaria glanduligera, publicada en 1848 por los botánicos alemanes Christoph Friedrich Otto y Albert Gottfried Dietrich en la revista científica Allgemeine Gartenzeitung 16: 298.
Posteriormente, el botánico alemán George Engelmann colocó la especie en el género Coryphantha, pasando a llamarse Coryphantha glanduligera y anotando estos cambios en el libro Les Cactées: 34 en el año 1868.
Etimología
- Coryphantha: nombre genérico que deriva del griego coryphe (que significa 'cima' o 'cabeza'), y anthos (que significa 'flor'), haciendo referencia a que las flores aparecen en el ápice de los tallos.
- glanduligera: epíteto específico que deriva de las palabras latinas glandula (que significa 'glándula') y ger (que significa 'soporte' o 'que lleva'), haciendo referencia a que son cactus que llevan glándulas.[8][9]

Sinonimia
- Cactus brevimamma (Zucc. ex Pfeiff.) Kuntze, 1891
- Cactus glanduliger (Otto & A.Dietr.) Kuntze, 1891
- Coryphantha bergeriana Boed., 1929
- Coryphantha brevimamma (Zucc. ex Pfeiff.) Lem. ex C.F.Först., 1885
- Echinocactus brevimammus (Zucc. ex Pfeiff.) Poselg., 1853
- Echinocactus glanduliger (Otto & A.Dietr.) Poselg., 1853
- Mammillaria brevimamma Zucc. ex Pfeiff., 1837
- Mammillaria glanduligera Otto & A.Dietr., 1848 (basónimo)

## Estado de conservación
En la Lista Roja de Especies Amenazadas de la UICN, la especie está clasificada como de “Preocupación Menor (LC)”.
Las poblaciones de esta especie tienen un amplio rango de distribución y no se conocen amenazas importantes.

## Usos
Se cultiva principalmente como planta ornamental y su propagación se realiza a través de semillas. Necesita de un buen drenaje y requiere de pleno sol a semisombra. En condiciones de humedad, la exudación de néctar (si las hormigas no lo eliminan por completo) puede provocar la formación de moho, que produce una coloración negra desagradable en la epidermis. Para evitarlo, hay que rociar la planta con agua para eliminar el néctar.